# میترندورف آندر فیشا
میترندورف آندر فیشا (به آلمانی: Mitterndorf an der Fischa) یک منطقهٔ مسکونی در اتریش است که در ناحیه بادن واقع شده‌است. میترندورف آندر فیشا ۱٬۸۰۲ نفر جمعیت دارد.

## خواهرخوانده
شهر والارسا خواهرخواندهٔ میترندورف آندر فیشا هست.